# Communauté de communes du pays du Verre et du Cristal
La communauté de communes du pays du Verre et du Cristal est une ancienne communauté de communes française, qui était située dans le département de la Moselle en région Lorraine.

## Histoire
La région est investie par les cristalleries et verreries depuis les XVe et XVIe siècles avec la création des verreries d'Eidenheim, Speckbronn, Saint-Louis-lès-Bitche et Meisenthal. Depuis, de nombreuses entreprises se sont créées dans les villages voisins. On y trouve effectivement les ingrédients principaux pour créer un cristal de qualité : des forêts pour chauffer et du sable (le grès des Vosges) pour la matière à fondre.
Les cristalleries ont progressivement fermées et celle de Saint-Louis-lès-Bitche reste la seule encore réellement en activité. L'art verrier est cependant très présent encore puisque de nombreux artisans travaillent le cristal, soit dans l'entreprise ludovicienne, soit à leur compte.
Le 1er janvier 1993, la communauté de communes du Pays du Verre et du Cristal est créée par arrêté préfectoral du 23 décembre 1992.
Le 16 septembre 2004, définition de l'intérêt communautaire.
Le 15 décembre 2009, elle fusionne avec les communautés de communes de Volmunster et de Bitche et environs pour former la communauté de communes du pays de Bitche.

## Géographie
Le pays du Verre et du Cristal regroupe sept communes qui ont accueilli l'art verrier dont Meisenthal qui abrite aujourd'hui encore le musée du verre et du cristal, Goetzenbruck où l'industrie du verre à lunette est encore présent et Saint-Louis-lès-Bitche où le cristal est encore fabriqué.

## Composition
Elle regroupait sept communes :
| Nom                    | Code Insee | Code postal | Population (2008) |
| ---------------------- | ---------- | ----------- | ----------------- |
| Enchenberg             | 57192      | 57415       | 1 217             |
| Gœtzenbruck            | 57250      | 57620       | 1 703             |
| Lemberg                | 57390      | 57620       | 1 527             |
| Meisenthal (siège)     | 57456      | 57960       | 751               |
| Montbronn              | 57477      | 57415       | 1 672             |
| Saint-Louis-lès-Bitche | 57619      | 57620       | 512               |
| Soucht                 | 57658      | 57960       | 1 179             |

## Administration
| Période                                  | Période | Identité        | Étiquette | Qualité                      |
| ---------------------------------------- | ------- | --------------- | --------- | ---------------------------- |
| Les données manquantes sont à compléter. |         |                 |           |                              |
|                                          |         | Fernand Henrich |           | Maire de Lemberg (1995-2014) |